# Panika ve vzduchu
Panika ve vzduchu (ang. titul: Air Panic, nebo pouze Panic) je americký akční dramatický thriller z roku 2001, který režíroval Bob Misiorowski.

## Děj
Americká armáda podezřívá islámské teroristy, kteří podle ní stojí za tři letecké nehody, které se odehrály ve třech týdnech. Ovšem letecký expert Neal McCabe má jinou teorii — podle něj stojí za haváriemi cestovních letadel počítačový hacker Cain. Když se Nealovi podaří vytipovat další letadlo, které může být Cainovým cílem, je již pozdě, protože Cain se do zařízení letadla naboural a životy několika lidí včetně Nealova jsou v jeho rukou. Dostat se z jeho počítačové nadvlády nebude jen obtížné, ale vzhledem k cíli, kterým je atomový reaktor na východním pobřeží, i dosti riskantní záležitost.